# Nabil Bahoui
Nabil Bahoui (* 5. Februar 1991 in Stockholm) ist ein schwedischer Fußballspieler marokkanischer Abstammung. Der Offensivspieler steht seit 2019 beim schwedischen Erstligisten AIK Solna unter Vertrag.

## Werdegang
Bahoui spielte in der Jugend bei Mälarhöjdens IK, IK Tellus und dem Hammarby IF. 2003 schloss er sich der Nachwuchsabteilung von IF Brommapojkarna an, wo er in der Folge die einzelnen Jugendmannschaften durchlief. 2008 stieß er zum erweiterten Kader der Wettbewerbmannschaft und debütierte im selben Jahr als Einwechselspieler in der zweitklassigen Superettan, als die Mannschaft in die Allsvenskan aufstieg. Als Ergänzungsspieler kam er in den folgenden beiden Spielzeiten unregelmäßig zum Einsatz, lief aber zeitweise für den Kooperationspartner Gröndals IK auf. Im Sommer 2010 wechselte er daher auf Leihbasis zu Väsby United in die Superettan. Trotz seines Einsatzes in acht Partien stieg die Mannschaft am Saisonende in die Drittklassigkeit ab, parallel war jedoch auch IF Brommapojkarna aus der Allsvenskan abgestiegen. Zunächst war er dort in der Zweitliga-Spielzeit 2011 weiters über weite Strecken nur zweite Wahl und absolvierte 13 Ligaspiele, zudem war er für den neuen Kooperationspartner Akropolis IF im Einsatz. In der folgenden Saison schaffte er den Durchbruch. Gemeinsam mit Pablo Piñones-Arce bildete er das Sturmduo des Klubs und platzierte sich mit 15 Saisontoren unter den besten fünf Torschützen der Liga. Die von  Roberth Björknesjö trainierte Mannschaft kehrte am Ende der Spielzeit ins Oberhaus zurück.
Kurz nach Saisonende verpflichtete der Erstligist AIK Bahoui, der dort einen Vertrag mit dreieinhalb Jahren Laufzeit unterzeichnete. Dort war er unter Trainer Andreas Alm Stammspieler, wenngleich er in seiner ersten Spielzeit in 29 Ligaspielen zwölfmal ausgewechselt wurde. Dennoch entwickelte er sich in seinem ersten Jahr in der höchsten Spielklasse Schwedens zum A-Nationalspieler und debütierte im Januar 2014 beim 2:1-Erfolg über Moldawien in Abu Dhabi im Trikot der schwedischen Landesauswahl, die sich vornehmlich aus Spielern nordeuropäischer Ligen zusammensetzte. Im Jahresverlauf hielt er sich als einer der wenigen Spieler der Allsvenskan in der Auswahlmannschaft und bestritt insgesamt sechs Länderspiele, darunter Partien in der Qualifikation zur Europameisterschaft 2016. Unterdessen stand er lange mit seinem Klub im Rennen um die Meisterschaft, letztlich belegte er mit AIK mit zehn Punkten Rückstand auf Meister Malmö FF den dritten Tabellenplatz. Mit 14 Saisontoren war er dabei als Sturmpartner des zwölf Mal erfolgreichen Henok Goitom maßgeblich am Erfolg beteiligt und platzierte sich auf dem fünften Platz der Torschützenliste der Meisterschaft.
Im Sommer 2015 wechselte Bahoui zum saudi-arabischen Klub Al-Ahli Dschidda. Ein halbes Jahr und zehn Spiele in der Saudi Premier League später kehrte er kurz vor Ende der Wintertransferperiode nach Europa zurück und unterschrieb beim deutschen Bundesligisten Hamburger SV einen bis zum 30. Juni 2018 gültigen Vertrag. Sein erstes Bundesligaspiel absolvierte Bahoui beim 2:0-Heimsieg gegen Hertha BSC (25. Spieltag), als er in der 88. Minute für Nicolai Müller eingewechselt wurde. Anfang Mai 2017 wurde Bahoui gemeinsam mit Johan Djourou und Ashton Götz aus dem Kader der ersten Mannschaft gestrichen. Als Gründe führte Trainer Markus Gisdol an, den Trainingskader für die letzten drei Spieltage für das Erreichen des Klassenerhalts verkleinern zu wollen. Die Spieler erhielten das Angebot, fortan mit der zweiten Mannschaft oder einem Privattrainer zu trainieren. In der Saison 2016/17 war Bahoui zuvor auf einen Bundesligaeinsatz noch unter Gisdols Vorgänger Bruno Labbadia sowie zu einem Einsatz in der Regionalliga Nord mit der zweiten Mannschaft gekommen.
Im Juli 2017 wechselte Bahoui in die Schweizer Super League zum Grasshopper Club Zürich, bei dem er einen Vertrag bis zum 30. Juni 2020 erhielt. Wenige Tage nach seiner Verpflichtung debütierte er unter Trainer Carlos Bernegger in der Schweizer Meisterschaft, konnte sich aber weder unter ihm noch unter Nachfolger Murat Yakin dauerhaft in der Startformation etablieren. Daraufhin kehrte er Ende Februar 2018 auf Leihbasis zu AIK in die Allsvenskan zurück, die beiden Vereine vereinbarten eine Kaufoption mit Ablauf der Leihfrist im Sommer. In Schweden gehörte er zu den Stammkräften, in elf Ligapartien zu Beginn der Spielzeit 2018 trug er zur Etablierung an der Tabellenspitze bei. Dennoch verzichtete AIK auf die Ausübung der Option, so dass der Spieler zur Mitte der Spielzeit im Sommer in die Schweiz zurückkehrte.
Der Vertrag mit dem Grasshopper Club Zürich wurde im Januar 2019 in gegenseitigem Einvernehmen aufgelöst. Anschließend unterschrieb er bis zum Saisonende bei der BV De Graafschap in der Eredivisie. Sein Debüt in der höchsten niederländischen Spielklasse gab er bei einem 1:1-Unentschieden gegen ADO Den Haag in der Startformation. Trotz eines Tores von Bahoui im Finalhinspiel stieg De Graafschap über die Playoffs in die Eerste Divisie ab.
Daraufhin wechselte er erneut zurück zu AIK Solna. Bei seinem Comeback am 11. August 2019 (19. Spieltag) schoss er gegen den AFC Eskilstuna bei einem 4:2-Sieg direkt einen Doppelpack. Bis zum Saisonende kam er achtmal zum Einsatz, wobei ihm zwei Tore und vier Vorlagen gelangen. In der Folgesaison etablierte er sich als Stammspieler und beendete die Saison mit insgesamt fünf Toren in 22 Spielen, darunter auch die Europa-League-Qualifikation. Auch in der aktuellen Saison 2021 war er Stammspieler und traf auch schon mehrmals.

## Erfolge
AIK
- Schwedischer Meister: 2018